# نانيت وركمان
نانيت وركمان (بالإنجليزية: Nanette Workman)‏ هي مغنية وممثلة أمريكية، ولدت في 20 نوفمبر 1945 في بروكلين في الولايات المتحدة.

## وصلات خارجية
- الموقع الرسمي
- نانيت وركمان على موقع IMDb (الإنجليزية)
- نانيت وركمان على موقع ميوزك برينز (الإنجليزية)
- نانيت وركمان على موقع أول ميوزيك (الإنجليزية)
- نانيت وركمان على موقع أول ميوزيك (الإنجليزية)
- نانيت وركمان على موقع ديسكوغز (الإنجليزية)
- نانيت وركمان على موقع ديسكوغز (الإنجليزية)
- نانيت وركمان على موقع قاعدة بيانات الفيلم (الإنجليزية)